# دونالد غيمل
دونالد غيمل (بالإنجليزية: Donald Leslie Gemmell)‏ هو مجدف نيوزيلندي، ولد في 27 ديسمبر 1932 في وانجانوي في نيوزيلندا.

## وصلات خارجية
- دونالد غيمل على موقع الاتحاد الدولي للتجديف (الإنجليزية)
- دونالد غيمل على موقع أوليمبيديا (الإنجليزية)